# Termitoscrofa pinguissima
Termitoscrofa pinguissima är en tvåvingeart som beskrevs av Schmitz 1936. Termitoscrofa pinguissima ingår i släktet Termitoscrofa och familjen puckelflugor. Inga underarter finns listade i Catalogue of Life.